# Ada Jones
Ada Jones (1 de junho de 1873 - 2 de maio de 1922) foi uma popular cantora que gravou a partir de 1905 até o início dos anos 1920. Ela está entre as primeiras cantoras do sexo feminino a serem gravadas.
Nascida no Reino Unido, sua familia mudou-se para a Filadélfia em 1879.
Ada gravou vários duetos com Billy Murray e Len Spencer, em uma variedade de sotaques e dialetos. Ela morreu na Carolina do Norte.

## Obra
Algumas de suas canções mais populares incluem:
- "All She Gets from the Iceman is Ice" (1907)
- "I Just Can't Make My Eyes Behave" (1907)
- "The Yama Yama Man" (1909)
- "I've Got Rings On My Fingers" (1909)
- "Call Me Up Some Rainy Afternoon" (1910)
- "Row! Row! Row!" (1913)
- Now I Have to Call Him "Father" (1908)

Duetos com Billy Murray:
- "Let's Take an Old-Fashioned Walk" (1907)
- "School Days" (1907)
- "Wouldn't You Like to Have Me for a Sweetheart?" (1908)
- "Cuddle Up a Little Closer, Lovey Mine" (1908)
- "Shine On, Harvest Moon" (1909)
- "Blue Feather" (1909)
- "Come Josephine in My Flying Machine" (1911)
- "Be My Little Baby Bumble Bee" (1912)
- "Some Sunday Morning" (1918)
- "Don't Slam That Door" (1918) Edison 3135